# Derniers Avertissements
Derniers Avertissements dénommée aussi Jérusalem est un bouillant pot de chair  est un passage du livre d'Ézéchiel qui parle de la destruction de Jérusalem, du bien et du mal.

## Texte
Livre d'Ézechiel, chapitre 24, versets 1 à 12:
« Propose une parabole à la famille de rebelles, et dis-leur: Ainsi parle le Seigneur, l'Éternel: Place, place la chaudière, et verses-y de l'eau. Mets-y les morceaux, tous les bons morceaux, la cuisse, l'épaule; remplis-la des meilleurs os. Choisis dans le troupeau, et entasse du bois sous la chaudière; fais bouillir à gros bouillons, et que les os qui sont dedans cuisent aussi. C'est pourquoi ainsi parle le Seigneur, l'Éternel: Malheur à la ville sanguinaire, chaudière pleine de rouille, et dont la rouille ne se détache pas! Tires-en les morceaux les uns après les autres, sans recourir au sort. Car le sang qu'elle a versé est au milieu d'elle; elle l'a mis sur le roc nu, elle ne l'a pas répandu sur la terre pour le couvrir de poussière. Afin de montrer ma fureur, afin de me venger, j'ai répandu son sang sur le roc nu, pour qu'il ne fût pas couvert. C'est pourquoi ainsi parle le Seigneur, l'Éternel: Malheur à la ville sanguinaire! Moi aussi je veux faire un grand bûcher. Entasse le bois, allume le feu, cuis bien la chair, assaisonne-la, et que les os soient brûlés. Puis mets la chaudière vide sur les charbons, afin qu'elle s'échauffe, que son airain devienne brûlant, que sa souillure se fonde au dedans, et que sa rouille se consume. Les efforts sont inutiles, la rouille dont elle est pleine ne se détache pas; la rouille ne s'en ira que par le feu. »
Traduction d'après la Bible Louis Segond.